# Artière
Die Artière ist ein Fluss in Frankreich, der im Département Puy-de-Dôme in der Region Auvergne-Rhône-Alpes verläuft. Sie entspringt im Regionalen Naturpark Volcans d’Auvergne, zu Füßen der Chaîne des Puys, beim Weiler Manson, im Gemeindegebiet von Saint-Genès-Champanelle. Der Fluss entwässert generell in nordwestlicher Richtung und durchquert dabei den Ballungsraum von Clermont-Ferrand, wo er streckenweise in den Untergrund verlegt wurde. Bei Aulnat, nördlich des Flughafens Aeroport de Clermont-Ferrand-Aulnat übernimmt die Artière die gesäuberten Abwässer von Clermont-Ferrand aus der dortigen Hauptkläranlage und mündet nach insgesamt rund 30 Kilometern im Gemeindegebiet von Les Martres-d’Artière als linker Nebenfluss in den Allier.

## Orte am Fluss
- Beaumont
- Aubière
- Clermont-Ferrand
- Aulnat
- Les Martres-d’Artière